# فاروق کیانی
محمد فاروق کیانی‌پور (زاده ۲۰ اسفند ۱۳۳۰) که با نام فاروق کیانی شناخته شده؛ رقصنده فولکلور و آیینی ایرانی است.
او در سال ۱۳۵۶ با گروه هنرهای آیینی ایران زمین به کانادا سفر کرد و توانست در بین ۷۵ کشور جهان مدال طلایی و عنوان بهترین بازیگر هنرهای آیینی جهان را از آن خود کند در سال ۱۳۵۰ پیتر بروک، شکسپیرشناس، کارشناس تعزیه و نظریه‌پرداز تئاتر فرانسه پس از دیدن حرکات آیینی وی و ساخت فیلم‌های متعدد، اعلام کرد این رشته ضمن بازگو کردن فرهنگ اصیل ایران زمین ریشه پانتومیم را نیز در خود دارد.

## زندگی‌نامه

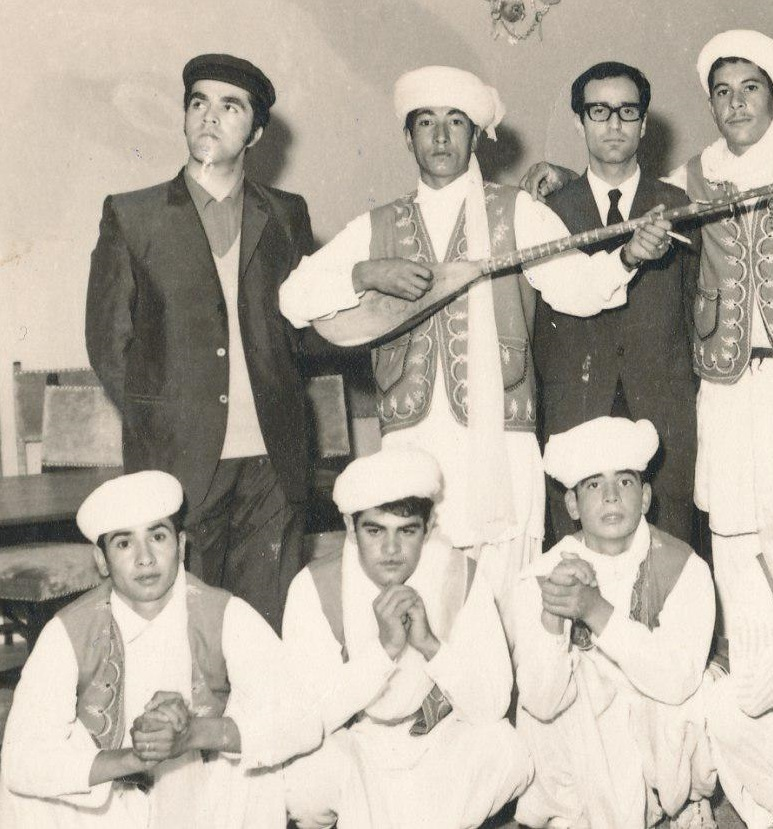
فاروق کیانی (اولین نفر نشسته از راست) در جوانی، غلامعلی پورعطایی (دومین نفر ایستاده از چپ) نیز در عکس دیده می‌شود.

او فرزند شیرمحمد جامی در ۲۰ اسفند ۱۳۳۰و در شهر تربت جام زاده شد.وی تحصیات ابتدایی را در دبستان مرآت و متوسطه را در دبیرستان سینا به پایان رساند. وی در ۱۴سالگی گروه موسیقی به نام «نیام» را تشکیل داد. او در سن ۲۲سالگی (۱۳۵۲) به استخدام آموزش و پرورش درآمد و کاوش‌های موسیقایی و هنری خود را به اقتضای شغل معلمی در روستاهای تربت جام انجام داد.
در سال ۱۳۴۴ دبیر دبیرستان او فردی به نام «براینت کارتر» بود که عضو گروه صلح نیز بود. به تشویق او فاروق و دیگر هم‌درسانش نمایشی دربارهٔ آمدن شیخ جام از کوه بزد به شهر جام را به روی صحنه بردند. این نمایش در کاخ مرکزی جوانان ایران در تهران به روی صحنه رفت.

## رقص فولکلور
از جمله رقص‌های فولکلور که او در آن‌ها به هنرنمایی می‌پردازد می‌توان به «آفر»، «حتن»، «مشق پلتان»، «حنایی» و … اشاره کرد. اجراهای دیگر او عبارتند از الله (سحر)، حتن اوشاری، حتن حسن‌آبادی، حتن باخرزی، آفر (بالا پرده) آفر (پایین پرده) پلتان یا پیلتنان، (سواره و پیاده)، چوب بازی، یک چوبه، دو چوبه، حنایی، سه چکه، جامی، چهار چکه و کوراوغلی.

## آثار

پوستر نمایش شیخ صنعان با تصویری از فاروق کیانی

### فیلم‌شناسی
- سماع راست[۸]- ۱۳۸۶ - فرید اسماعیل‌پور[۹]
- دایه‌های خاک[۱۰] - مسلم کرمانی
- تله‌فیلم شاخه‌گلی برای سارا[۱۱]
- تله‌فیلم برادران سرزمین من[۱۲]

#### کلی‍‍پ‌های تصویری
- کلیپ نهان‌خانه دل (نوایی) به کارگردانی رامین حیدری فاروقی و با حضور رؤیا نونهالی[۴]
- از ماست این دیار[۱۳]
- نماهنگ سپید[۱۴]
- کلیپ شب‌های روشن

### آثار نمایشی
- نمایش شیخ صنعان - ۱۳۸۱ - مهدی شمسایی - تالار وحدت

این تئاتر برداشتی آزاد از منطق‌الطیر عطار است که با هنرمندی مرسده کیا در نقش دختر ترسا و فاروق کیانی در نقش شیخ صنعان در شصت شب در تالار وحدت تهران به روی صحنه رفت و مورد استقبال محافل هنری قرار گرفت.
- هفت خان رستم - ۱۳۷۶ - بهروز غریب‌پور - ورزشگاه آزادی

تئاتر عروسکی هفت‌خوان رستم در سالن ۱۲۰۰۰نفری آزادی با اجرای چهارصد هنرمند به روی صحنه رفت.

### کارگاه‌ها
- کارگاه چوب‌بازی[۱۵]

## افتخارات
- برنده مدال طلای جشنواره مرد و دنیای او در مونترال کانادا ۱۳۵۶
- برنده مدال طلای و رتبه نخست سی و سومین جشنواره لفکادای یونان در سال ۱۳۷۵
- دارنده رتبه درجه یک هنری در رشته هنرهای نمایشی
- دارنده رتبه استادی ممتاز در شانزدهمین جشنواره تئاتر فجر.
- برگزیده هنری در رشته آیین‌های محلی ایران زمین به همراه بزرگانی چون سعدی افشار، مرتضی احمدی، مجید محسنی، عاشیق رسول.
- کسب درجه یک هنری در زمینه هنرهای آیینی ایران در سال ۱۳۹۴[۶]
- بازیگر نقش اول نمایش شیخ صنعان با ۶۰ اجرا در تالار وحدت

- انتخاب به عنوان گنجینه زنده بشری